# Viktoria Charlotte von Anhalt-Bernburg-Schaumburg-Hoym

Viktoria Charlotte von Anhalt-Bernburg-Schaumburg-Hoym, Markgräfin von Brandenburg-Bayreuth

Viktoria Charlotte von Anhalt-Bernburg-Schaumburg-Hoym (* 25. September 1715 auf Schloss Schaumburg; † 4. Februar 1792 in Schaumburg) war eine Prinzessin von Anhalt-Bernburg-Schaumburg-Hoym und durch Heirat Markgräfin von Brandenburg-Bayreuth.

## Leben
Viktoria Charlotte war eine Tochter des Fürsten Viktor I. von Anhalt-Bernburg-Schaumburg-Hoym (1693–1772) aus dessen erster Ehe mit Gräfin Charlotte Luise (1680–1739), Tochter des Grafen Wilhelm Moritz von Isenburg und Büdingen zu Birstein.
Sie heiratete am 26. April 1732 in Schaumburg den nachmaligen Markgraf Friedrich Christian von Brandenburg-Bayreuth (1708–1769). Nach der Vermählung bezog das Paar, auf Anweisung Friedrich Christians Bruder Georg Friedrich Karl das Neue Schloss in Neustadt an der Aisch als Residenz. Die Ehe wurde 1764 geschieden, ein Jahr nachdem Friedrich Christian in der Regierung von Brandenburg-Bayreuth gefolgt war. Das Paar lebte allerdings schon seit 1739 wegen der Eifersucht des nachmaligen Markgrafen getrennt. Ihre letzten Lebensjahre verbrachte Viktoria Charlotte in ärmlichen Verhältnissen in Halle (Saale). Sie wurde in der „Melander Gruft“ in Holzappel bestattet.

## Nachkommen
Aus ihrer Ehe hatte Viktoria Charlotte zwei Töchter:
- Christiane Sophie Charlotte (1733–1757)

⚭ 1757 Herzog Ernst Friedrich III. Carl von Sachsen-Hildburghausen (1727–1780)
- Sophie Magdalene (*/† 1737)